# Fred Wellington Bowen
Pour les articles homonymes, voir Fred Bowen et Bowen.
Fred Wellington Bowen (23 mai 1877-7 juillet 1949) est un homme politique canadien de l'Ontario. Il est député fédéral conservateur de la circonscription ontarienne de Durham de 1921 à 1935.

## Biographie
Né à Newcastle en Ontario, Bowen entame une carrière publique en servant comme conseiller et préfet du canton de Clarke.
Élu député de Durham à la Chambre des communes du Canada en 1921, il est réélu en 1925, 1926 et en 1930. Il est défait en 1935.